# Berlin-Brandenburg repülőtér
A Berlin Brandenburg repülőtér (németül: Flughafen Berlin Brandenburg „Willy Brandt”) (IATA: BER, ICAO: EDDB) Berlin új nemzetközi repülőtere. Berlin központjától 18 km-re délre található, az egykori Berlin Schönefeld repülőtér mellett. Berlin és a körülötte elhelyezkedő Brandenburg állam egyedüli repülőtere.
A repülőtér az előrejelzések szerint körülbelül 34 milliós utasforgalommal rendelkezik majd, ezzel Németország harmadik legnagyobb repülőtere, európai szinten a 15 legforgalmasabb repülőtér egyike lesz. A repülőtér legfontosabb légitársaságai a Lufthansa, EasyJet és az Eurowings.
A repülőtér 2020. október 31-én kezdte meg működését.

## Terminálok

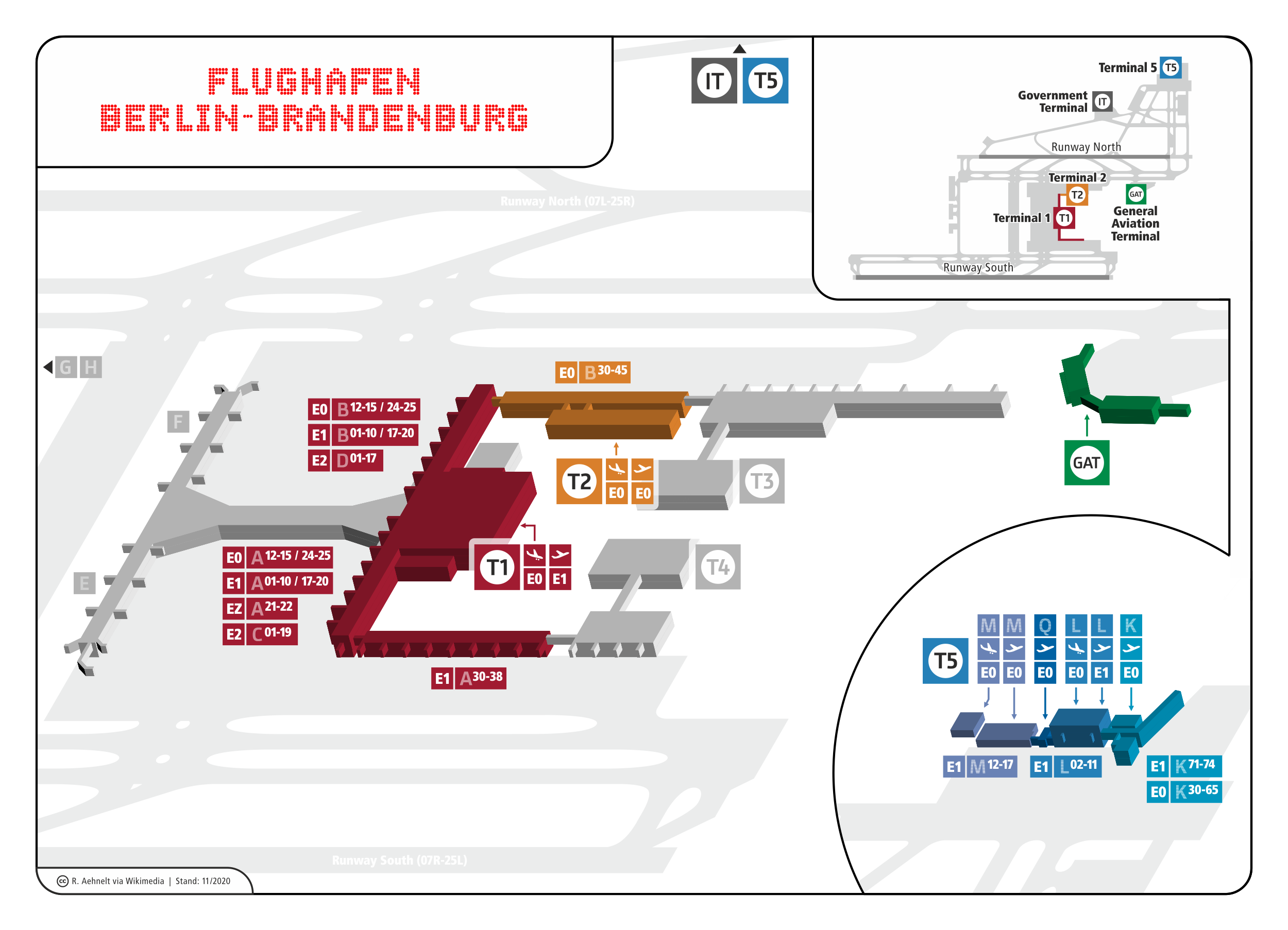
A repülőtér áttekintő térképe, mindhárom terminállal.

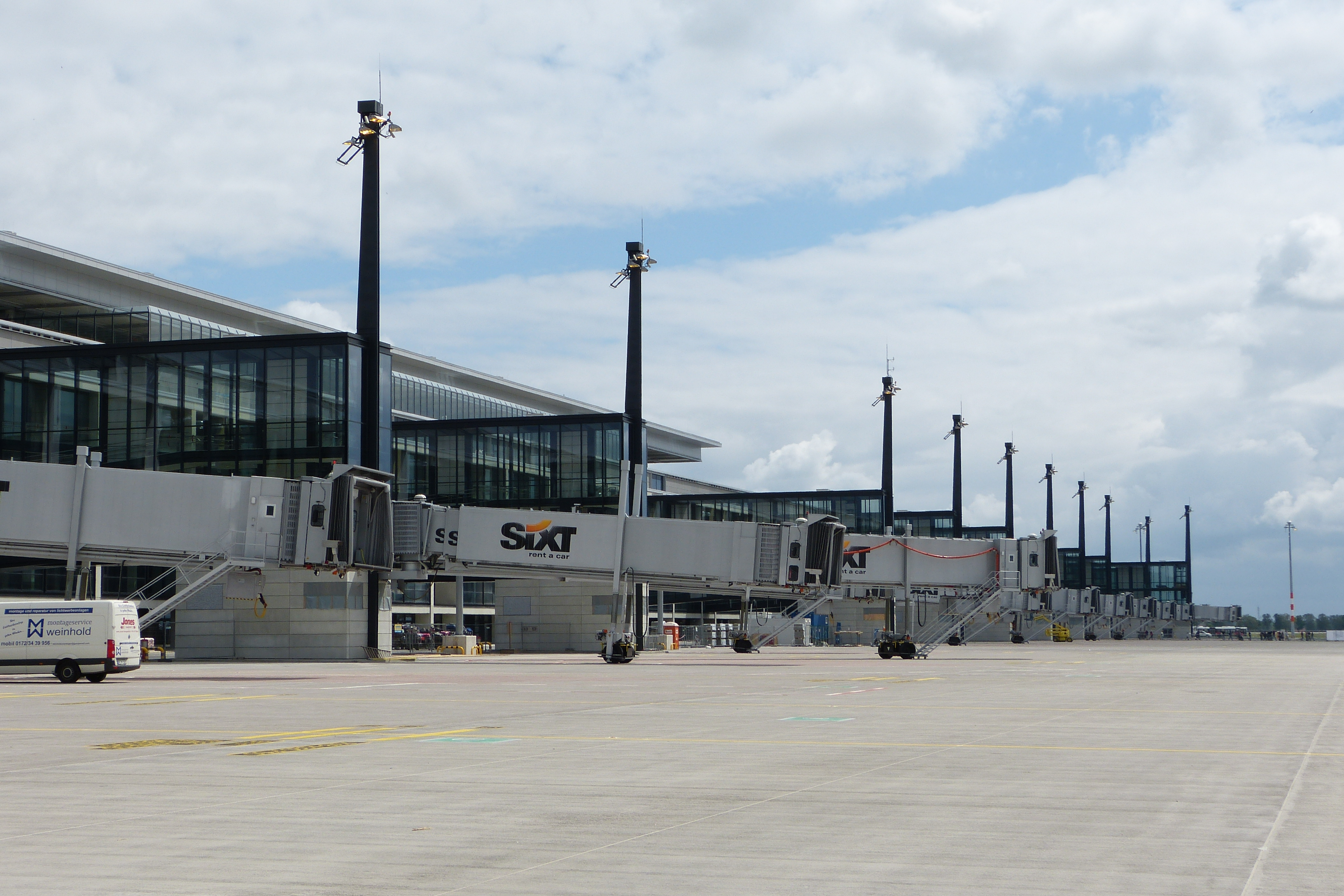
Az 1-es terminál főmólója

### 1-es Terminál
Az U alakú terminálépület a repülőtér fő terminálja, terminálrészei A, B (01-25), C és D. Az épületet terveit ugyanazok az építészek készítették, akik a Berlin-Tegel repülőtér 1974-ben megnyitott ikonikus hexagonális terminálépületét is tervezték. Az 1-es terminál a két kifutópálya között található, alatta pedig a távolsági és regionális vasúti megálló helyezkedik el. A negyedik emeleten nyilvános kilátóterasz található.
A terminál 25 utashíddal rendelkezik, ezen felül további 85 repülő számára van hely a forgalmi előtéren. Az terminál három utasmólóra van felosztva, melyek közül a leghosszabb a 715 méteres főmóló (Main pier). Az északi és déli mólók 350 méter hosszan nyúlnak el.
A főmóló 16 hídjából egy kivételével mindegyik két szinttel rendelkezik, amely az induló és érkező utasok különválasztását segíti. Az első emeleti kapukat (A01–A20, B01–B20) a Schengeni utasok, a második emeletieket (C01–C19, D01–D17) a nem Schengeni utasok használják. Nyolc kapunál van hely szélestörzsű gépek számára, emellett egy kapu az Airbus A380 fogadására is alkalmas. A terminálon belül három lounge található, amelyeket többek között a Lufthansa működtet.
A déli mólón nyolc egyszintes utashíd található (A30–A38), míg az északi móló kizárólag boarding kapukkal van felszerelve (B30–45), amit a fapados légitársaságok használnak.
A terminált elsősorban a korábban Tegelt kiszolgáló légitársaságok használják.

### 2-es Terminál
A 2-es terminál a repülőtér kapacitásának bővítése céljából lett megtervezve, majd került megépítésre. A jövőben fapados légitársaságok (Eurowings, Wizz Air) termináljaként szolgál majd. A terminál épülete közvetlen összeköttetésben van az 1-es terminál északi mólójával, így gyors eljutást biztosít a check-in pultoktól a beszállókapukig (B30-45).
A COVID-19-pandémia miatt lecsökkent utasforgalom hatására jelenleg nincs szükség a terminálra. Megnyitására gazdasági okokból előreláthatólag 2021-ben kerül sor.

### 5-ös Terminál
Az 5-ös terminál a korábbi Berlin Schönefeld repülőtér infrastruktúráját használja, annak felújított épületei adnak otthont a terminálnak. A terminál részei az új repülőtérbe való integrálás céljából kapták meg új K, L, M és Q elnevezésüket még 2020 márciusában. Egy korábbi, növekvő forgalmat jelző prognózis után döntöttek a régi repülőtér új terminálként való integrálása, illetve a további üzemeltetése mellett. Az 5-ös terminál a jelenleg tervben lévő 3-as terminál 2030-as tervezett megnyitásáig marad használatban. Évi 8-10 millió utas várható ezen a terminálon.
A terminál elsősorban a diszkont légitársaságok (Ryanair, Transavia) és a szezonális charterjáratok bázisaként szolgál.
Az 5-ös és az 1-2-es terminálok közötti transzfer S-Bahn-nal, illetve busszal nagyjából 10 percet vesz igénybe.

## Légitársaságok és úticélok
| Légitársaság                   | Célállomások |
| ------------------------------ | --- |
| Aegean Airlines                | Athén Szezonális: Heraklion (begins 3 April 2021), Thessaloniki |
| Aer Lingus                     | Dublin |
| Aeroflot                       | Moszkva–Seremetyjevo |
| Air Algérie                    | Szezonális: Algír |
| Air Dolomiti                   | Verona |
| Air France                     | Párizs–Charles de Gaulle |
| Air Malta                      | Málta |
| Air Moldova                    | Chișinău |
| Air Serbia                     | Belgrád |
| airBaltic                      | Riga, Tallinn, Vilnius |
| AIS Airlines                   | Münster/Osnabrück |
| AnadoluJet                     | Isztambul–Sabiha Gökçen Szezonális: Ankara |
| Austrian Airlines              | Bécs |
| Azerbaijan Airlines            | Baku |
| Belavia                        | Minszk |
| British Airways                | London–City, London–Heathrow |
| Brüsszel Airlines              | Brüsszel |
| Bulgaria Air                   | Szófia |
| Condor                         | Fuerteventura, Gran Canaria, Lanzarote, Tenerife–South Szezonális: Heraklion, Kosz, Olbia, Rodosz, Számosz |
| Corendon Airlines              | Szezonális: Antalya, Heraklion, Hurghada, İzmir |
| Croatia Airlines               | Szezonális: Split |
| DAT                            | Saarbrücken Szezonális: Bornholm |
| easyJet                        | Agadir, Amszterdam, Athén, Barcelona, Basel/Mulhouse, Belgrád, Bordeaux, Bristol, Brüsszel, Budapest, Cagliari, Catania, Koppenhága, Edinburgh, Faro, Fuerteventura, Funchal, Genf, Glasgow, Göteborg, Granada, Graz, Gran Canaria, Helsinki, Hurghada, Innsbruck, Klagenfurt, Lanzarote, La Palma, Lárnaka, Lisszabon, Ljubljana, London–Gatwick, London–Luton, Luxembourg, Lyon, Madrid, Málaga, Manchester, Marrákes, Marsa Alam, Marseille, Milánó–Malpensa, Nápoly, Nantes, Nizza, Östersund, Olbia, Oslo–Gardermoen, Palma de Mallorca, Páfosz, Párizs–Charles de Gaulle, Paris–Orly, Priština, Rodosz, Róma–Fiumicino, Salzburg, Szófia, Stockholm–Arlanda, Tallinn, Tel-Aviv, Tenerife–South, Thessaloniki, Torino, Valencia, Velence, Bécs, Zürich Szezonális: Aarhus, Aqaba, Ajaccio, Alghero, Alicante, Bari, Bastia, Biarritz, Brindisi, Haniá, Korfu, Dubrovnik, Heraklion, Ibiza, Jerez de la Frontera, Kefaloniá, Kosz, Menorca, Montpellier, Pisa, Porto, Preveza/Lefkada, Póla, Sarm es-Sejk, Split, Sylt, Tivat, Várna, Zára, Zákinthosz |
| EgyptAir                       | Kairó |
| El Al                          | Tel-Aviv |
| Eurowings                      | Bejrút, Köln/Bonn, Düsseldorf, Palma de Mallorca, Priština, Salzburg, Stuttgart Szezonális: Bastia, Dubrovnik, Gran Canaria, Heraklion, Lanzarote, Fiume, Szarajevo, Split, Tenerife–South, Zára |
| Finnair                        | Helsinki |
| Georgian Airways               | Tbiliszi |
| Hainan Airlines                | Peking |
| Holiday Europe                 | Szezonális charter: Dubai–Al Maktoum, Fuerteventura, Hurghada, Marsa Alam, Sarm es-Sejk |
| Iberia                         | Madrid |
| Icelandair                     | Reykjavík–Keflavík |
| Iraqi Airways                  | Bagdad, Erbil |
| ITA Airways                    | Róma–Fiumicino |
| KLM                            | Amszterdam |
| LOT                            | Varsó–Chopin |
| Lufthansa                      | Frankfurt, München |
| Luxair                         | Luxembourg |
| MIAT Mongolian Airlines        | Moszkva–Seremetyjevo, Ulánbátor |
| Norwegian                      | Koppenhága, Oslo–Gardermoen, Stockholm–Arlanda Szezonális: Bergen |
| Nouvelair                      | Szezonális: Dzserba, Monasztir |
| Onur Air                       | Szezonális: Antalya |
| Pegasus Airlines               | Isztambul–Sabiha Gökçen Szezonális: Antalya |
| Pobeda                         | Moszkva–Vnukovo |
| Qatar Airways                  | Doha |
| Rhein-Neckar Air               | Mannheim |
| Rossiya Airlines               | Szentpétervár |
| Royal Air Maroc                | Casablanca |
| Royal Jordanian                | Amman–Queen Alia |
| Ryanair                        | Alicante, Athén, Banja Luka, Barcelona, Bari, Bergamo, Billund, Bologna, Brüsszel, Bukarest, Budapest, Catania, Dublin, East Midlands, Edinburgh, Faro, Fuerteventura, Kijev–Boriszpil, Lamezia Terme, Lappeenranta, Lisszabon, London–Stansted, Luxembourg, Madrid, Málaga, Milánó–Malpensa, Málta, Manchester, Marrákes, Nápoly, Odessza, Palermo, Palma de Mallorca, Pisa, Podgorica, Porto, Riga, Róma–Ciampino, Sevilla, Szófia, Tallinn, Tel-Aviv, Thessaloniki, Toulouse, Treviso, Valencia, Vilnius Szezonális: Korfu, Heraklion, Ibiza, Kerry, Kosz, Lanzarote, Páfosz, Póla, Rodosz, Zára |
| S7 Airlines                    | Moszkva–Domogyedovo |
| Scandinavian Airlines          | Koppenhága, Göteborg, Oslo–Gardermoen, Stockholm–Arlanda |
| Sundair                        | Bejrút Szezonális: Brač |
| SunExpress                     | Ankara, Antalya, Izmir Szezonális: Dalaman |
| Swiss International Air Lines  | Zürich |
| TAP Air Portugal               | Lisszabon |
| Transavia                      | Nantes |
| TUI fly Deutschland            | Fuerteventura, Gran Canaria, Lanzarote, Tenerife–South Szezonális: Heraklion, Kosz, Rodosz |
| Tunisair                       | Szezonális: Dzserba |
| Turkish Airlines               | Isztambul Szezonális: Adana, Antalya, Bodrum, Gaziantep, Izmir, Samsun, Trabzon |
| Ukraine International Airlines | Kijev–Boriszpil |
| United Airlines                | Newark |
| Utair                          | Moszkva–Vnukovo |
| Vueling                        | Barcelona |
| Wizz Air                       | Budapest, Chișinău, Kolozsvár, Harkiv, Kijev–Zsuljani, Kutaiszi, Lviv, Odessza, Szkopje, Tirana, Tuzla, Várna |

## Forgalom
Az utasforgalom az elmúlt években az alábbi módon változott:
| Utasok száma | 444 893 | 9 947 006 | 19 846 114 | 23 071 865 | 25 465 872 |
|              | 2020    | 2021      | 2022       | 2023       | 2024       |

## Fordítás
Ez a szócikk részben vagy egészben  a   Berlin Brandenburg Airport című angol Wikipédia-szócikk ezen változatának fordításán alapul.  Az eredeti cikk szerkesztőit annak laptörténete sorolja fel. Ez a jelzés csupán a megfogalmazás eredetét és a szerzői jogokat jelzi, nem szolgál a cikkben szereplő információk forrásmegjelöléseként.